# Бонд, Дэвид
Дэвид Джон Веэ Бонд (англ. David John Were Bond; 27 марта 1922, Фалмут, Корнуолл, Великобритания — 23 марта 2013, там же) — британский яхтсмен, чемпион летних Олимпийских игр в Лондоне (1948).

## Биография и спортивная карьера
Получил образование в Харроу и служил рядовым в королевских ВВС, после чего работал в британской авиастроительной корпорации.
Когда в марте 1948 г. яхтсмену сообщили, что он будет выступать на летних Олимпийских играх в Лондоне (1948), то он был вынужден уйти в восьминедельный неоплачиваемый отпуск, поскольку работал в авиационной промышленности. Вместе со своим напарником Стюартом Моррисом завоевал золотую медаль в классе «Ласточка», который именно в Лондоне был единственный раз включен в олимпийскую программу.
Впоследствии не слишком удачно занимался садовым бизнесом, затем стал успешным специалистом по строительству яхт в Корнуолле. В момент проведения летней Олимпиады 2012 года в Лондоне был единственным живущим на тот момент британским чемпионом предыдущих лондонских Игр 1948 года (на тех Играх золото выиграли всего 6 британских спортсменов).